# Crisi dei semiconduttori
La crisi dei semiconduttori è un fenomeno nell'industria dei circuiti integrati che avviene quando la domanda di chip di silicio supera l'offerta.
Alcuni produttori si trovano costretti a dover riprogettare i loro prodotti per tener conto della carenza di determinati chip (ricorrendo ad altre opzioni di progettazione per consentire l'integrazione di chip alternativi nel progetto), rallentandone la produzione e commercializzazione, oppure ad aumentare i prezzi dei loro prodotti.
La carenza di chip si verifica in genere quando si verifica un cambiamento che impedisce la produzione di determinati chip in quantità sufficienti per soddisfare la domanda.

## Storia

### Il patto dei microchip
Un patto sui chip fu promulgato nel 1986, per aiutare gli Stati Uniti a competere con i produttori giapponesi; il patto chiedeva alle aziende giapponesi di smettere di vendere chip sottocosto (dumping), il che portò le aziende a produrre ed esportare meno chip.
Questo ebbe tuttavia conseguenze indesiderate: le aziende americane, a causa dell'alto costo e del rischio produttivo, non riuscirono comunque a rientrare nel mercato, e la riduzione della produzione prevista dal patto portò a una crisi, che nel 1988 causò il ritardo nella pubblicazione di Zelda II: The Adventure of Link di Nintendo per via della mancanza di SRAM. I lavoratori di sette stabilimenti della società Hitachi dovettero lavorare durante le vacanze estive per soddisfare la domanda.

### Altre crisi negli anni novanta e duemila
La carenza di DRAM nel 1993 è stata causata da un'esplosione in una fabbrica che produceva il 60% della fornitura mondiale delle resine utilizzate nei chip.
Tra 1993 e 1994 c'è stato un eccesso di chip e le aziende hanno perso l'incentivo a costruire nuove fabbriche all'avanguardia. Quando sono stati commercializzati chip di nuova generazione, non c'erano abbastanza fabbriche per produrli: i nuovi processi di produzione richiedevano camere bianche significativamente più pulite e molti lotti di circuiti integrati venivano scartati a causa di errori di fabbricazione, così nel 1994 c'è stata una crisi a causa dello sviluppo di queste nuove tecnologie.
Intel ha subìto una carenza di diversi prodotti nel 2000. Le aziende più grandi sono state in grado di ricevere i prodotti di cui avevano bisogno, mentre le aziende più piccole, come Gateway, hanno dovuto ricorrere ad altri produttori, passando da Intel ad AMD.
Nel 2004 mancarono i chip CDMA: ciò era dovuto alla forte spinta delle compagnie di telefonia mobile a implementare CDMA sia negli Stati Uniti che in India.
La mancanza di circuiti integrati per la console Wii ha causato la carenza globale di Wii nel 2007.
Dopo il terremoto del 2011 in Giappone, c'è stata una grave carenza di chip di memoria NAND e di display. Qualcomm dichiarò che prevedeva una carenza del proprio chip Snapdragon a causa della mancanza di strutture per produrre il chip a 28 nm, dopo averne sottostimato la richiesta commerciale.

### La crisi del 2020
La crisi di semiconduttori iniziata nel 2020 interessa oltre 170 ambiti di produzione industriale e ha portato a gravi carenze e attese tra i consumatori per schede video, console per videogiochi, automobili e altri dispositivi elettronici. Tutte le case automobilistiche hanno ridotto la produzione e le stime delle vendite. La crisi ha comportato fenomeni di contrabbando di microchip da Hong Kong.
La causa della crisi globale è una combinazione di diversi eventi, tra cui in particolare la pandemia di COVID-19; altre cause sono state attribuite alla guerra commerciale tra Cina e Stati Uniti, alla siccità a Taiwan, al mining delle criptovalute. La pandemia di COVID-19 è stata la causa principale della crisi. A causa dei blocchi globali, gli impianti di produzione sono stati chiusi, causando l'esaurimento delle scorte. Molte persone sono state costrette in casa e quindi hanno voluto aggiornare i propri dispositivi elettronici (come webcam, monitor e computer) per rimanere in contatto e divertirsi: nel quarto trimestre del 2020, le vendite di computer hanno registrato una crescita del 26,1% rispetto all'anno precedente.
Nel 2020, il governo degli Stati Uniti ha imposto restrizioni alla Semiconductor Manufacturing International Corporation, il più grande produttore di chip della Cina, rendendo più difficile la vendita ad aziende con titoli statunitensi; queste restrizioni hanno costretto le aziende a utilizzare altri produttori quali Taiwan Semiconductor Manufacturing Company e Samsung, che tuttavia stavano già producendo alla massima capacità. Nel 2021 inoltre Taiwan ha vissuto la sua peggiore siccità dell'ultimo mezzo secolo, causando problemi tra i produttori di chip che utilizzano grandi quantità di acqua ultrapura per pulire le loro fabbriche e i loro wafer: ad esempio, le strutture della TSMC utilizzano più di 63000 tonnellate di acqua al giorno.
Secondo l'amministratore delegato di Intel Pat Gelsinger, dalla fine del 2021 la crisi dovrebbe migliorare, ma l'equilibrio tra domanda ed offerta è previsto per il 2023, mentre quella di AMD, Lisa Su, lo prevede per metà 2022.
All'inizio del 2022 il Dipartimento del commercio degli Stati Uniti d'America ha evidenziato quanto la carenza di microchip stesse ancora causando problemi all'industria automobilistica.
Questo fenomeno, che ha visto il suo termine nel 2023, ha spinto l'Europa ad attuare un piano per evitare la dipendenza estera da semiconduttori.